# Johann Nepomuk Kravogl
Johann Nepomuk Kravogl (9. březen 1803, Nauders - 13. listopad 1873, Innsbruck) byl rakouský malíř a litograf.
Od roku 1822 se učil u Jakuba Pirchstallera v Meranu. Od roku 1825 do roku 1826 studoval malbu u Josefa Kraffta ve Vídni. Od roku 1826 pracoval v Innsbrucku jako učitel a malíř a tvořil portréty v olejové a miniaturní malbě na slonovině a mědi. V roce 1834 založil litografickou společnost, kde vznikaly náboženské obrazy, ale i hudebniny. Tvořil autografie barokních předloh i své vlastní návrhy v novogotickém a novobarokním slohu, jakož i návrhy současných umělců. Po jeho smrti pokračovala litografická společnost jako Perkmannsche Druckerei až do roku 1909.
Spolu se svou ženou Terezií roky usiloval o usídlení karmelitánů v Innsbrucku. V roce 1846 byl konečně založen klášter, který byl jím dále podporován. Kravogl byl strýcem vynálezce Johanna Kravogla a spisovatele Paula Kravogla.

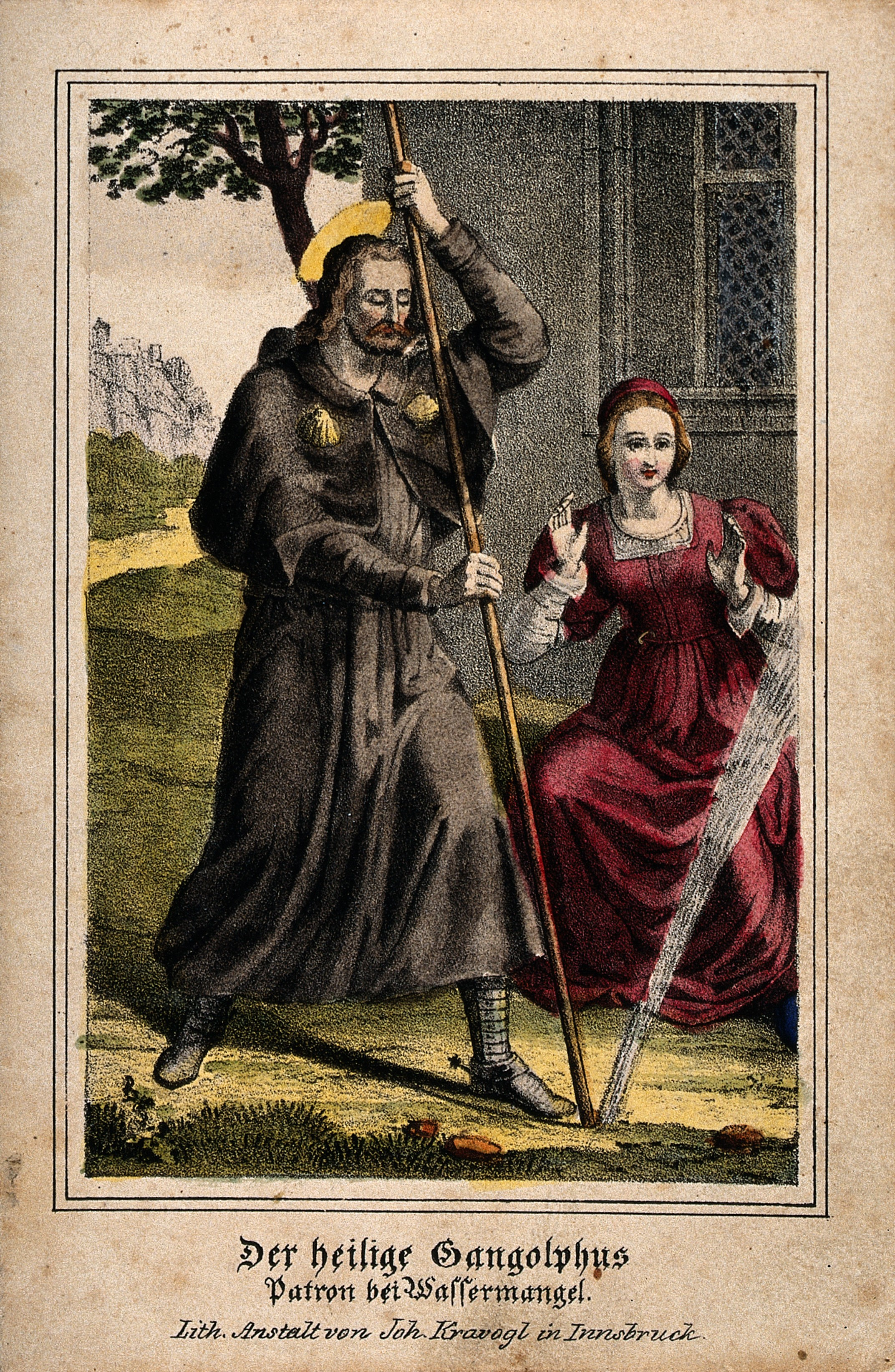
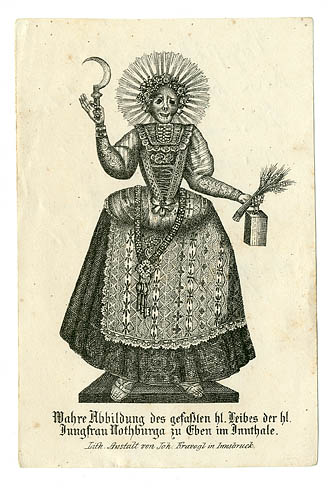